# 高尾駅 (東京都)

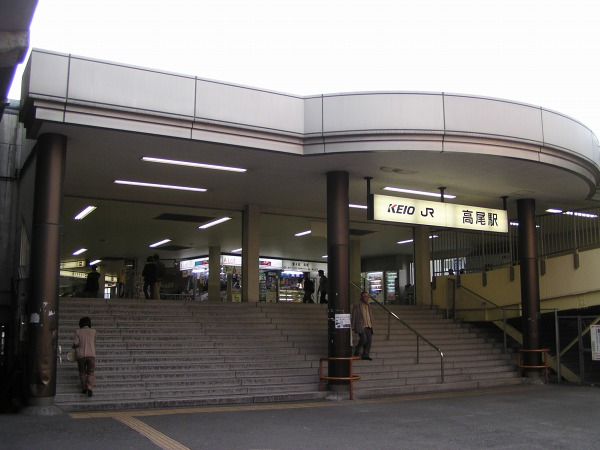
南口（2005年11月）

高尾駅（たかおえき）は、東京都八王子市にある、東日本旅客鉄道（JR東日本）・京王電鉄の駅。

## 概要
高尾山および真言宗の名刹「高尾山薬王院有喜寺」から「高尾」と名付けられたのが由来である。
国鉄開業時の駅名「浅川」は、開業当時の所在地である東京府南多摩郡浅川村に由来する。浅川村は1927年に町制施行後、1959年に八王子市に編入された。駅名も1961年に現在の高尾駅に改称された。

### 乗り入れ路線
JR東日本の中央本線と、京王電鉄の高尾線が乗り入れ、接続駅となっている。京王電鉄は京王西管区所属。駅番号はJR東日本がJC 24、京王電鉄がKO52。
JR中央本線は高尾駅を境にして運行形態が変化するため、東京方面の快速電車および甲府方面への普通列車（中距離電車）の多くが当駅を始発・終着駅としており、当駅以東の中央線八王子・東京方面は電車特定区間となる。同じ路線ではあるが、当駅以西へ運転する電車列車は、東京駅など快速電車区間から直通する列車も含め全ての列車番号が「M」表記となる他、高尾駅以東を「中央線（中央線快速電車）」（運転形態の詳細については該当記事を参照のこと）、高尾駅以西を「中央本線」と区別して案内している。ただし、立川駅・豊田駅・八王子駅発着の中距離列車（甲府方面からの普通列車）については、一部を除き高尾以東であっても列車番号はM表記のままである。また2024年のダイヤ改正まで日本一走行距離が長い高尾発長野行きが運転されていた。
中距離列車は以前は新宿駅まで直通していたが、現在は立川駅までの乗り入れである。新宿乗り入れ廃止に伴い、大月駅まで直通する東京駅発着の快速電車が増発傾向にある。また、富士山麓電気鉄道富士急行線河口湖駅まで直通する中距離列車（当駅発着）・快速電車（東京発着）も朝夕に運転されている。現行ダイヤでは東京方面・甲府方面ともに当駅折り返しの列車が多く設定されている。その一方で、特急については定期ダイヤでは全列車通過となるが、過去には成田エクスプレスが当駅を発着していた他、中央線の高架化工事の際など臨時停車の実績はある。

## 歴史
- 1901年（明治34年）8月1日：官設鉄道浅川駅（あさかわえき）として開業[3]。旅客および貨物の取り扱いを開始[3]。
- 1909年（明治42年）10月12日：線路名称制定により中央東線（1911年から中央本線）の所属となる[4]。
- 1945年（昭和20年）5月25日：米軍艦載機により、貨車などが被害に遭う。
  - 7月8日：駅舎が米軍艦載機による機銃掃射を受ける（現在も弾痕が残されている）。
  - 8月5日：当駅を出発した長野行419列車が当駅と与瀬駅（現在の相模湖駅）の間で米軍陸軍機による機銃掃射を受ける（湯の花トンネル列車銃撃事件）[5]。
- 1949年（昭和24年）6月1日：日本国有鉄道発足[6]。
- 1960年（昭和35年）4月20日：貨物の取り扱いを廃止[3]。
- 1961年（昭和36年）3月20日：高尾駅に改称[6][3]。
- 1967年（昭和42年）10月1日：京王帝都電鉄高尾線開通[7]。
- 1969年（昭和44年）4月19日：国鉄の駅に南口改札口を設置[新聞 1]。
- 1985年（昭和60年）3月14日：国鉄駅の荷物扱い廃止[3]。
- 1987年（昭和62年）4月1日：国鉄分割民営化に伴い、中央本線の駅は東日本旅客鉄道（JR東日本）の駅となる[3][8]。
- 1993年（平成5年）10月29日：JR東日本の北口に自動改札機を設置し、供用開始[9]。
- 1997年（平成9年）：JR東日本の駅が関東の駅百選に選定される[10]。選定理由は「高尾山の玄関口として親しまれている趣のある社寺風の駅」[10]。京王帝都電鉄（当時）は選定対象外。
- 2001年（平成13年）
  - 3月27日：京王電鉄ダイヤ改定により準特急が新設され、停車駅となる[報道 2][11]。
  - 11月18日：JR東日本でICカード「Suica」の利用が可能となる[報道 3]。
- 2002年（平成14年）
  - 1月26日：中央本線の下り通過線設置に伴う線路切替工事開始。
  - 12月1日：急行「アルプス」廃止。これに伴い、JR東日本では当駅始発・終着である特急「成田エクスプレス」を除く優等列車の停車がなくなる[12]。
- 2003年（平成15年）3月2日：中央本線下り通過線が使用を開始[13]。同時に下り本線が4番線から通過線に変更。
- 2007年（平成19年）3月18日：京王電鉄でICカード「PASMO」の利用が可能となる[報道 4]。
- 2008年（平成20年）8月28日：集中豪雨（平成20年8月末豪雨）により、京王線高尾駅の高尾山口駅側のトンネル入口付近で土砂崩れの土砂に列車が乗り上げる脱線事故が発生したほか、JR・京王の双方に被害が発生[14][新聞 2]。
- 2014年（平成26年）6月：京王線高尾駅改札内の啓文堂書店が閉店[15]。
- 2021年（令和3年）
  - 3月13日：この日より特急「成田エクスプレス」が八王子発着に変更[報道 5]。これにより、JR東日本では当駅に停車する特急列車がなくなる[報道 5]。
  - 9月30日：みどりの窓口の営業を終了[16][17]。
- 2022年（令和4年）
  - 3月12日：京王電鉄ダイヤ改正により特急と準特急の種別が特急に名称統合される。
  - 3月15日：北口駅舎内（改札外）にブース型シェアオフィス「STATION BOOTH」が開設[報道 6]。

## 駅構造

### JR東日本
島式ホーム2面4線と通過線1線の計2面5線を持つ地上駅。木造駅舎を有する。JR管轄の北口駅舎に接する単式ホームの東京寄りを切り欠いて1番線が設置されている。留置線が1番線北側に4線、通過線南側に1線設置されており、夜間滞泊の設定がある。
1番線が電車発着線、2番線が上り本線、3番線が上り待避線、4番線が下り待避線、ホームのない通過線が下り本線となっている。この通過線は中央本線での輸送障害発生時の満線対策のために4番線南側の留置線1線を切り替えたもので、下り特急列車や貨物列車等の当駅通過列車が主に使用する。1番線には上り中央線快速電車のうち当駅始発・終着の一部のみが使用するが、2 - 4番線は方向・種別にかかわらず使用しており、発着番線は列車ごとに異なっている。
北側の留置線への出入りには、西八王子駅寄りに存在する引上げ線を経由する必要があるが、引き上げ線へは、2023年10月実施の工事により2、3番線からのみ出入り可能となった。
JR中央線は、2025年春より、東京駅 - 大月駅間のオレンジ帯で運行する列車に2階建てグリーン車を2両連結させ12両編成運転を行うため、全てのホームに12両編成対応の工事が行われた。2 - 4番線について乗車位置の変更が2024年5月19日に実施された。
関東の駅百選に選定されている社寺風デザインの北口駅舎は、曽田甚蔵が設計し、1927年（昭和2年）に竣工した2代目である。これは、元々大正天皇の大喪列車の始発駅として新宿御苑に設置された仮設駅舎 (995 m2) を移築したもので、初代駅舎の木造平屋建て90 m2から木造平屋建て298 m2と大規模になった。この駅舎は2010年春に改修され、飲食店や雑貨販売店が入居するようになった。
八王子統括センター管内の直営駅（一部業務委託）で、管理駅として相模湖駅と藤野駅を管理している。自動券売機（指定席券売機併設）・自動改札機・自動精算機を設置している。駅舎内部には飲食店が出店しており、改札内外双方から利用できるようになっている。
駅の構造上定期入場券も発売されているが、窓口の廃止後は券売機で発売できないため、有人改札口で常備券を発売している。
跨線橋は北口駅舎西側のホーム甲府寄りと中央部の2か所に設置されており、このうち中央部のみが南口・京王高尾線に通じる。
中央部の跨線橋のみ、エスカレーターが設置されている。ＪＲ東日本管理の施設内ではエレベーターは設置されていない。
そのため、車椅子の利用者は、北口改札と1・2番線ホーム間の移動を除き（平面移動可能）、エスカレーターに設置されているインターホンで駅係員を呼び、上りエスカレーターを使用して中央部の跨線橋を昇降する（専用モードにするため、この間は一般旅客の利用はできない）。また、中央部跨線橋と南口改札階の間には階段があり、昇降機（リフト）で昇降する（エスカレーターは設置されていない）。
南口改札階と南口地上階との間にはエレベーターが設置されている。
トイレは改札内では2番線大月寄りに設置されているが、多機能トイレは設置されていない。改札外では、北口駅舎に隣接して公衆トイレが設けられているが、南口には無い。
3・4番線ホーム東京寄りには、高尾山に因む天狗の石像がある。1番線ホームの屋根支柱には、太平洋戦争中のアメリカ軍による機銃掃射の弾痕が残っている。
駅舎内の売店として、南口改札にセブン-イレブンがある。（後述）

#### のりば
| 番線  | 路線   | 方向           | 行先                   | 備考             |
| ----- | ------ | -------------- | ---------------------- | ---------------- |
| 1     | 中央線 | 上り           | 八王子・新宿・東京方面 | 一部当駅始発のみ |
| 2 - 4 | 中央線 | 上り           | 八王子・新宿・東京方面 |                  |
| 下り  | 中央線 | 大月・甲府方面 |                        |                  |

（出典：JR東日本:駅構内図）
| 運転番線 | 営業番線 | ホーム     | 立川・東京方面着発 | 大月・塩尻方面着発 | 備考       |
| -------- | -------- | ---------- | ------------------ | ------------------ | ---------- |
| 電着     | 1        | 12両分     | 到着・出発可       | 不可               | 上り発着線 |
| 上本     | 2        | 12両分     | 到着・出発可       | 到着・出発可       | 上り主本線 |
| 上中     | 3        | 12両分     | 到着・出発可       | 到着・出発可       | 上り副本線 |
| 下中     | 4        | 12両分     | 到着・出発可       | 到着・出発可       | 下り副本線 |
| 下本     | なし     | ホームなし | 到着可             | 出発可             | 下り主本線 |

（出典：今尾恵介『JR東日本全線【決定版】鉄道地図帳vol.8 八王子支社管内編』学研プラス、2010年7月17日。ISBN 978-4-05-605769-0。）

#### ギャラリー

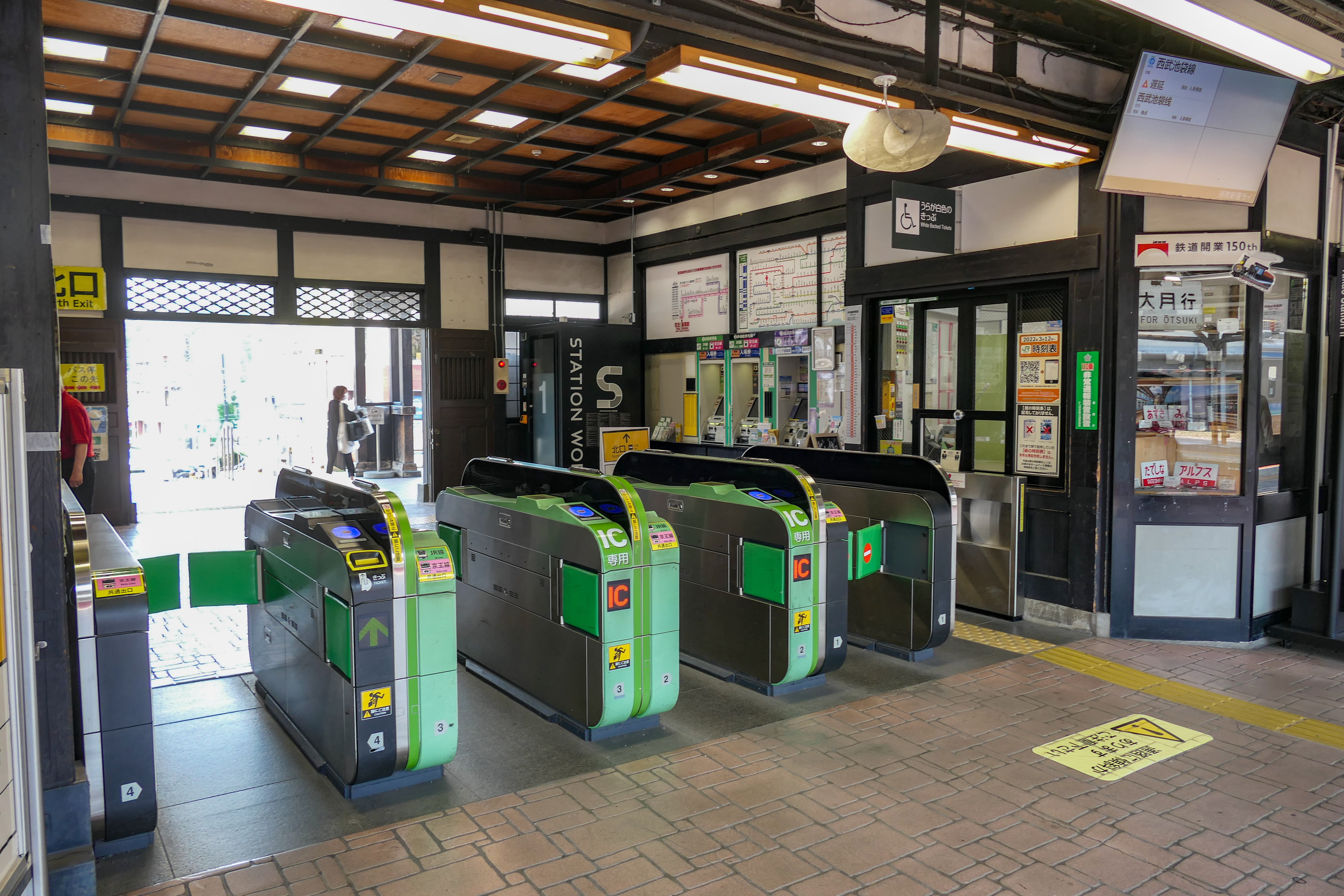
北口改札（2022年6月）
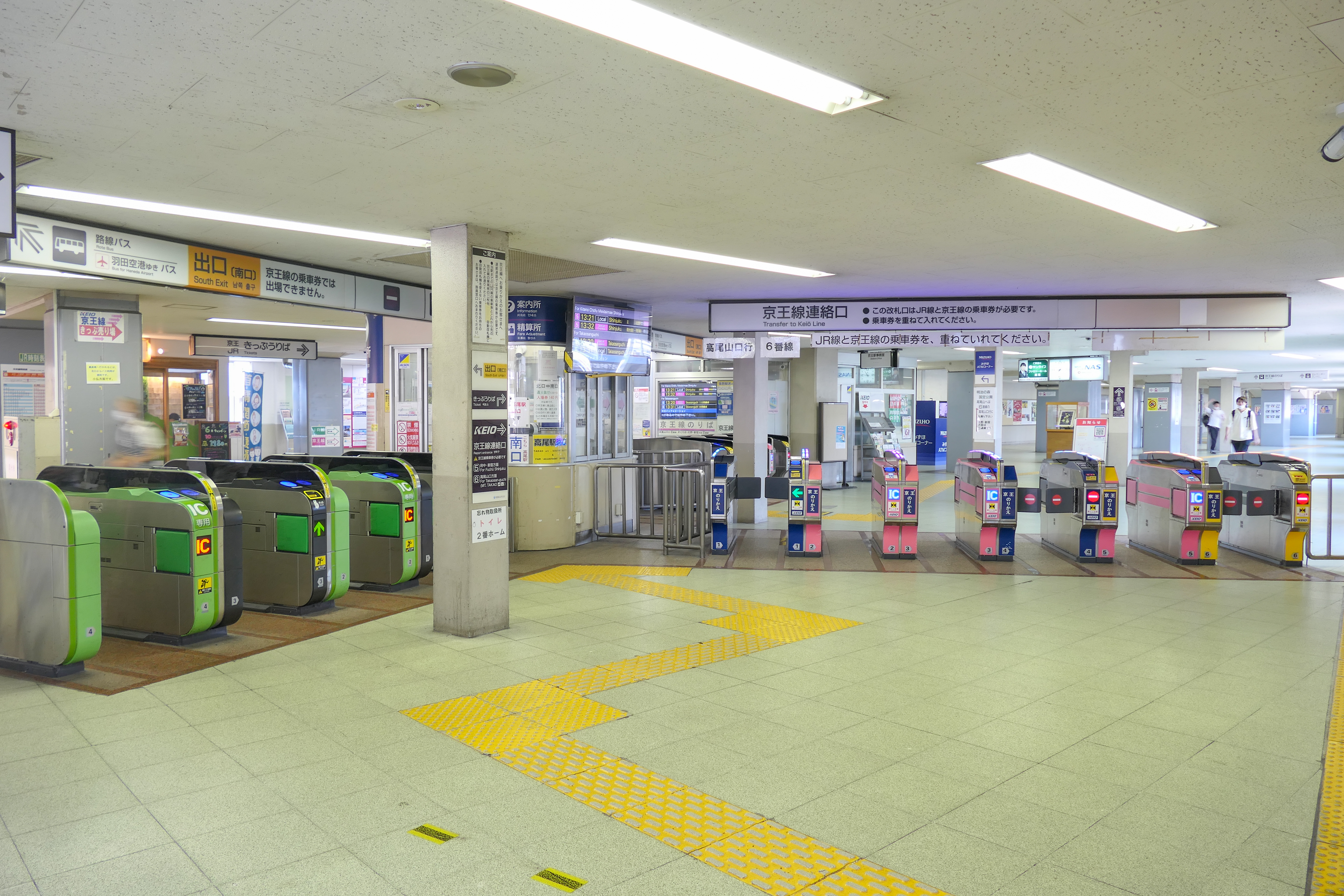
南口・京王線連絡口改札（2022年6月）
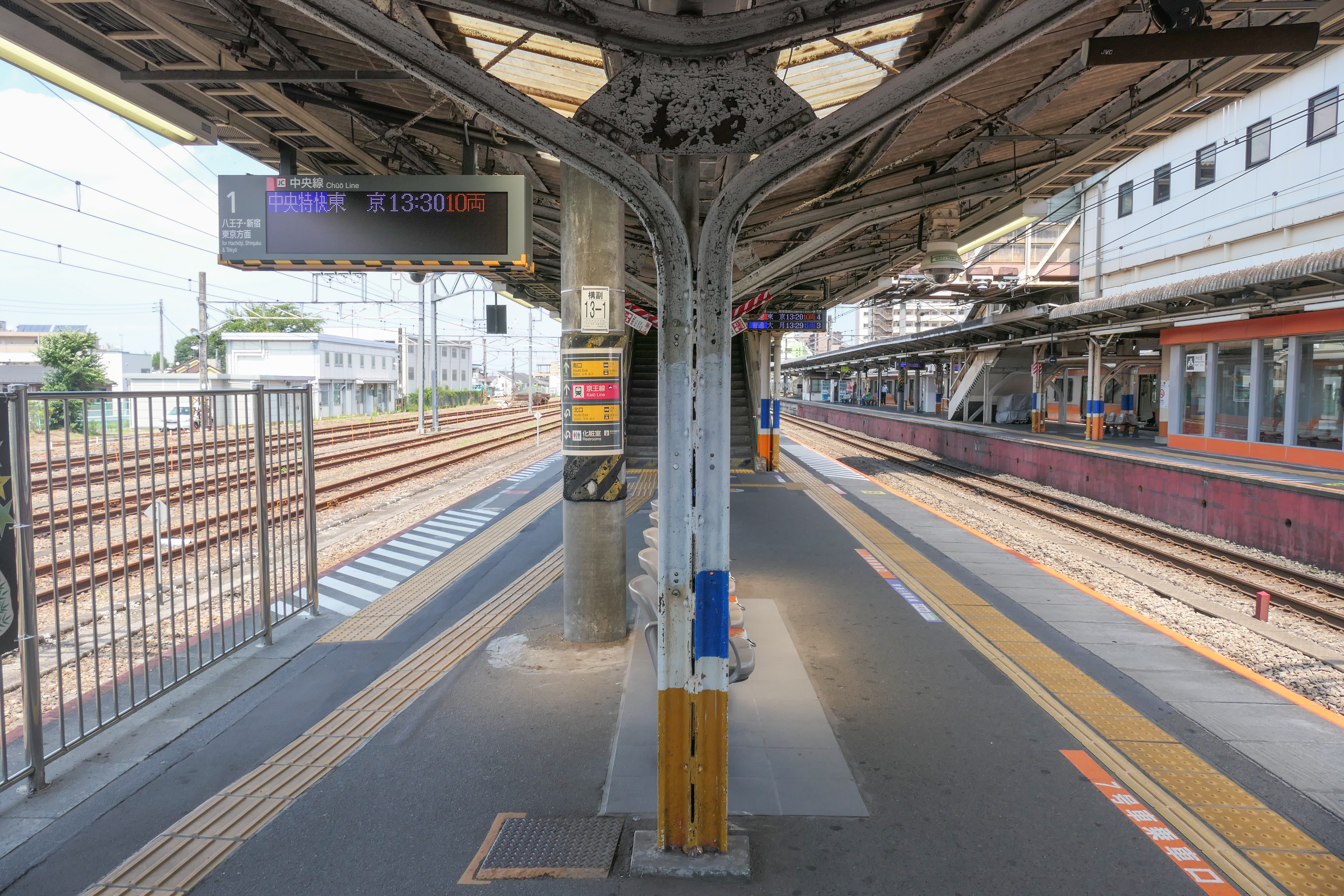
1・2番線ホーム（2022年6月）
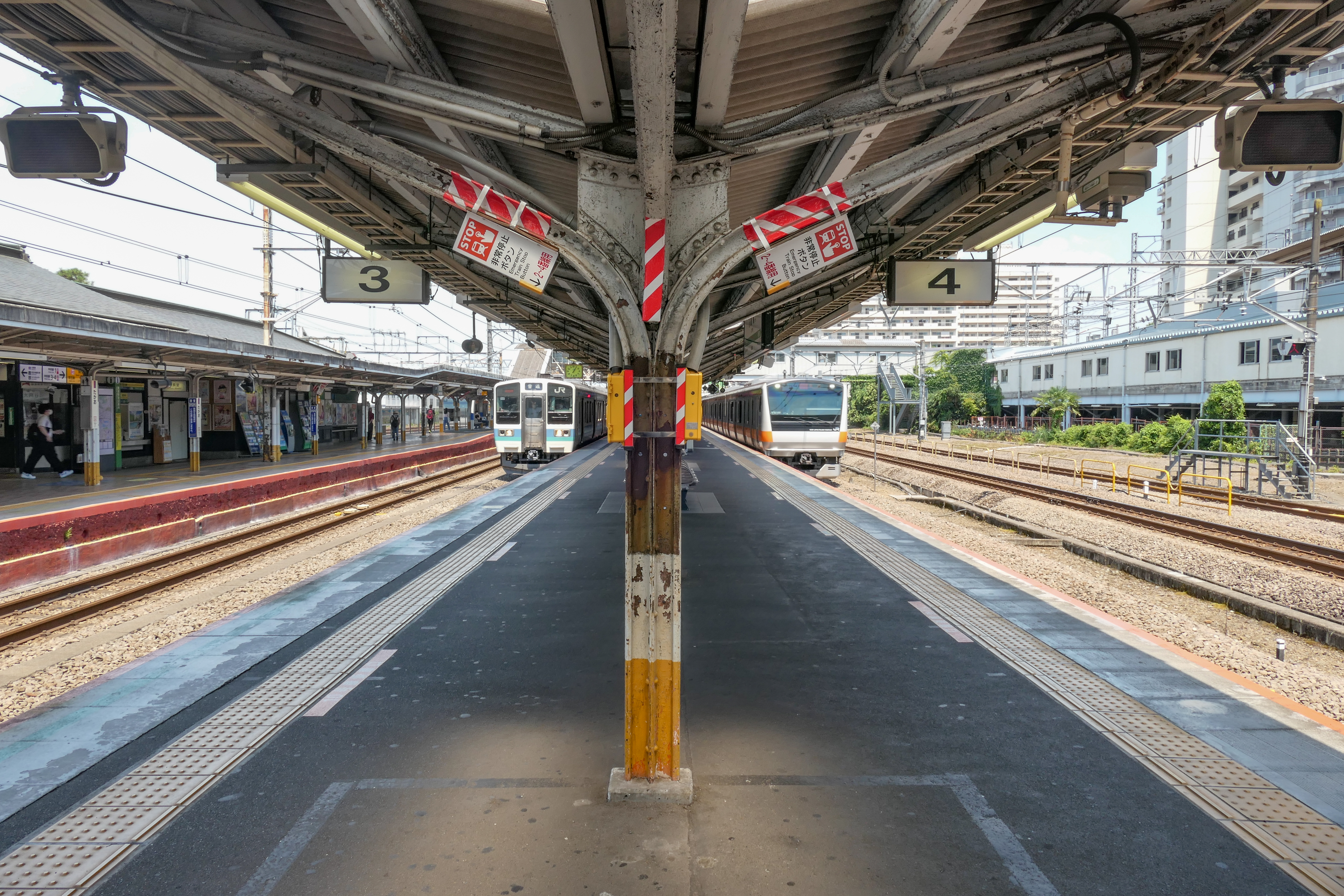
3・4番線ホーム（2022年6月）
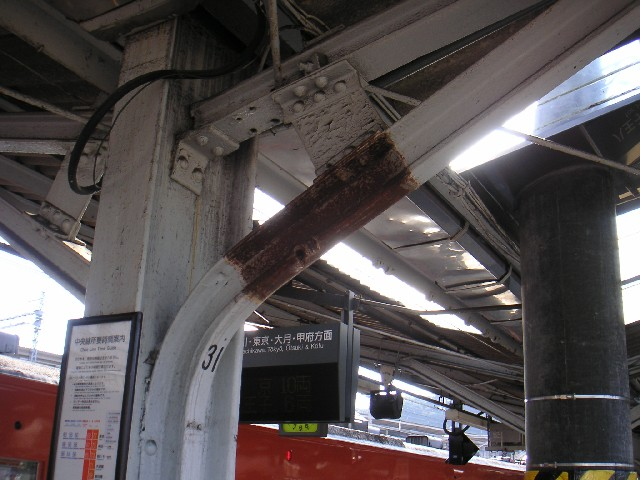
機銃掃射の弾痕（2005年10月）
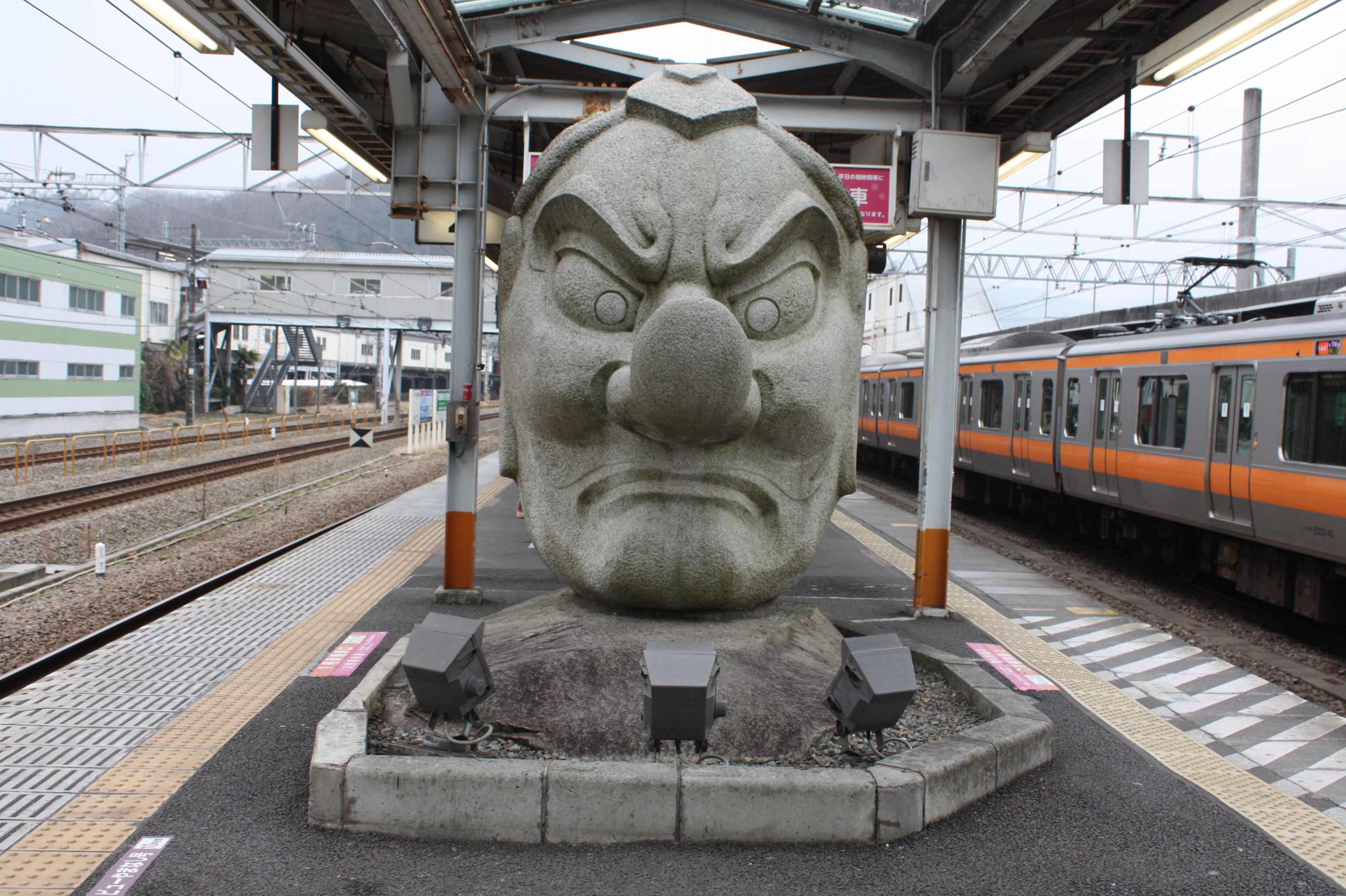
3・4番線ホームの巨大天狗面（2009年2月）
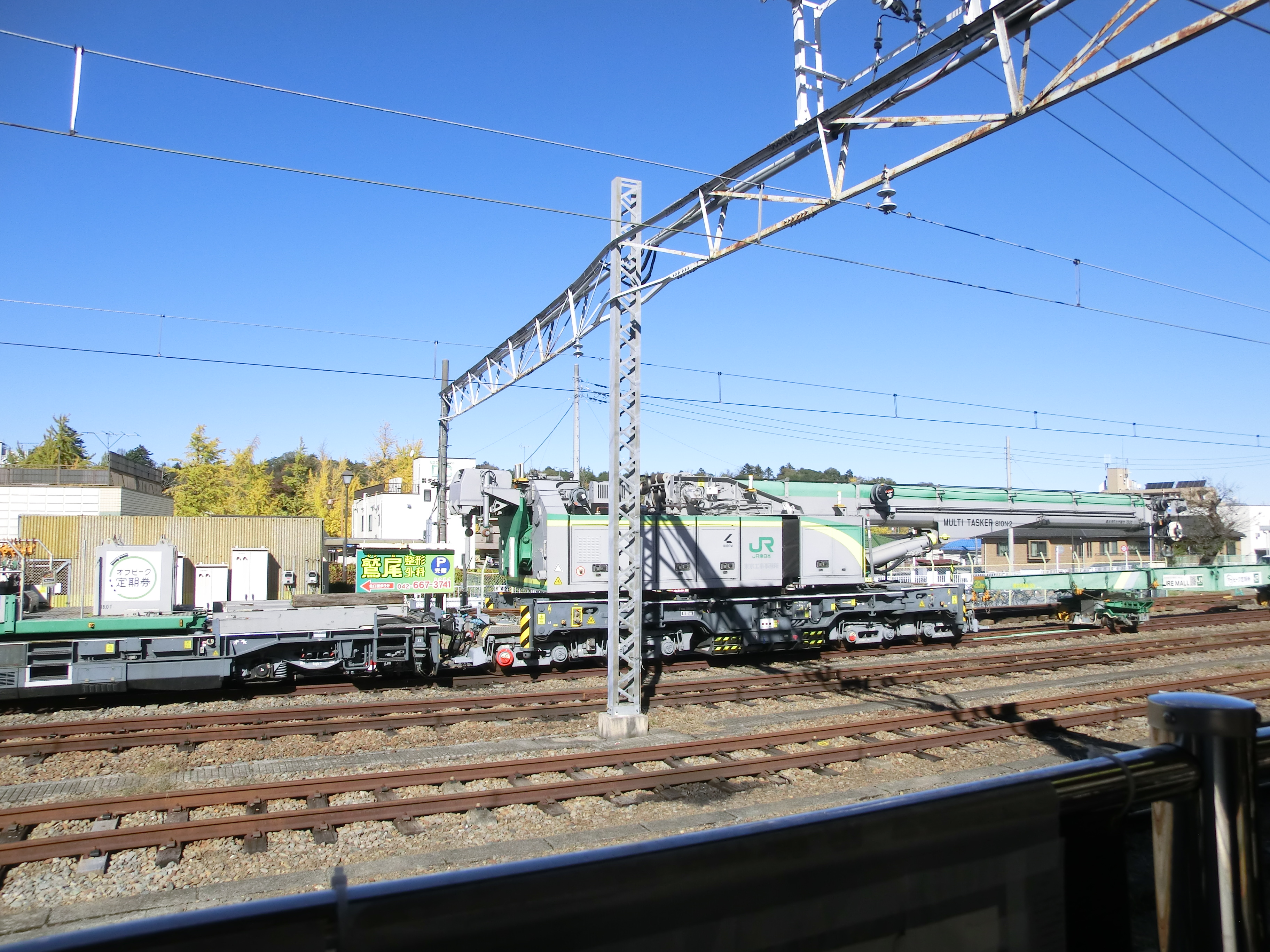
線路切り替え工事後に留置された鉄道クレーン車(操重車)

### 京王電鉄
島式ホーム1面2線を有する高架駅。京王西管区所属。のりば番号はJR東日本からの続番のため、京王電鉄の他の駅とは付番が逆になる。
当駅より終点である高尾山口駅までは単線となる。そのため、電車の交換待ちや発車時間待ちなどの理由でしばらく停車する場合がある。
北野寄りに渡り線があり、下り列車の5番線への入線が可能（当駅終着の電車と当駅始発の電車が使用）。6番線から上り線（北野方向）への配線はない。
トイレは改札口内にあり、ユニバーサルデザインの一環として「だれでもトイレ」を併設する。後述の駅周辺整備事業の一環で移転工事（エレベーターと上りエスカレータの間に移転）が行われ、2019年（平成31年）4月1日より供用開始された。
2007年度に改札内にコンコースとホームを結ぶエレベーターが設置された。
駅舎内には、売店「セブン-イレブン京王高尾駅店（旧：A LoT）」と京王リトナード高尾の一部店舗が出店している（セブンイレブンの一部の箇所を除き改札外）。
2028年度にホームドアの設置が予定されている。

#### のりば
| 番線 | 路線   | 方向 | 行先                           | 備考                      |
| ---- | ------ | ---- | ------------------------------ | ------------------------- |
| 5    | 高尾線 | 上り | 北野・高幡不動・調布・新宿方面 |                           |
| 6    | 高尾線 | 下り | 高尾山口方面                   | 当駅終着の電車は5番線到着 |

- 一部列車を除き、上りの各停は北野駅で京王八王子駅始発の特急・急行と、特急・急行は各停と接続する。
- 日中では特急と各停が1時間当たり3本ずつ、計6本（概ね10分間隔）が交互に設定されている。

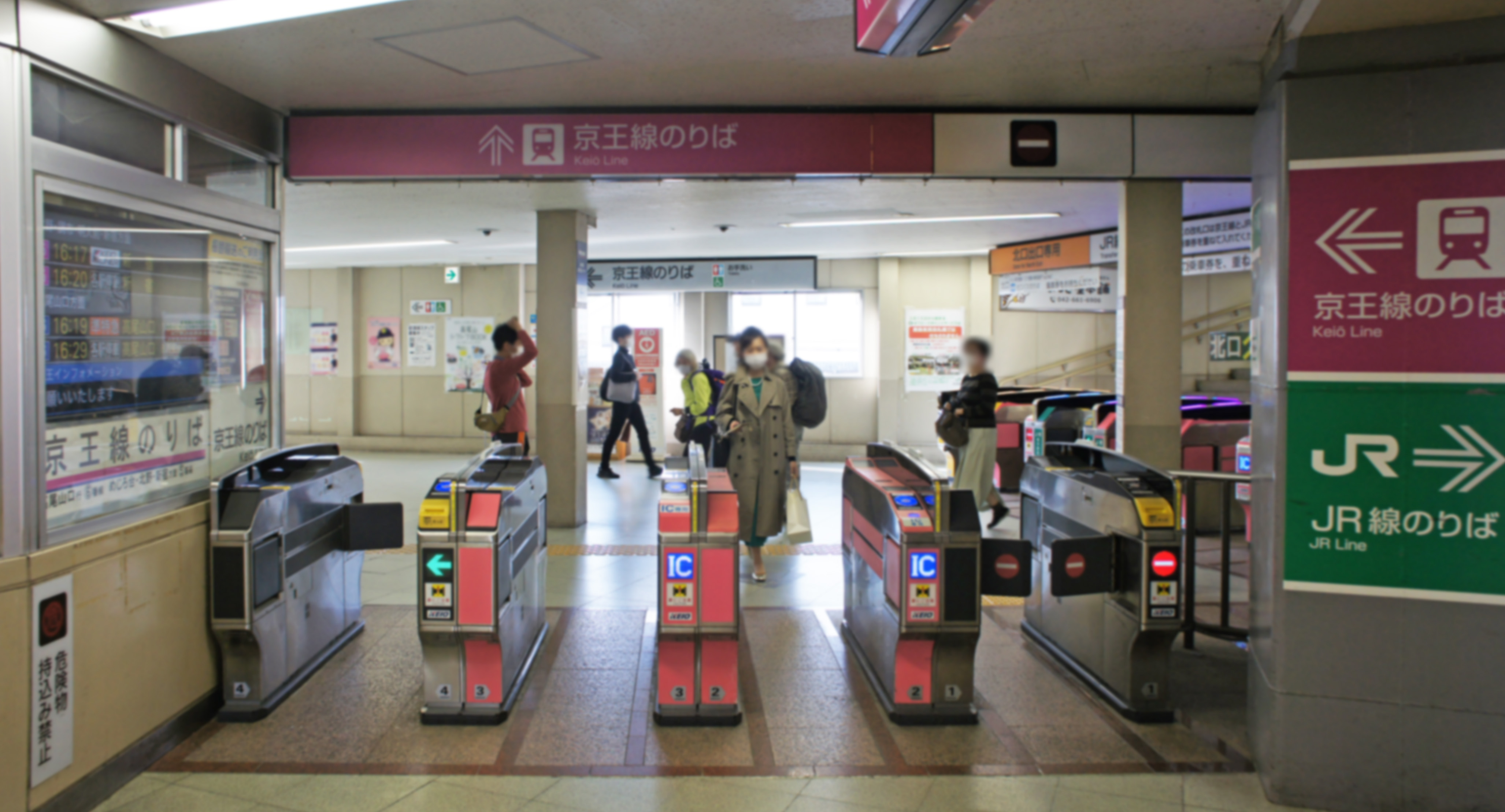
当駅始発の上り列車が平日5本（各停のみ）、土休日3本（各停のみ）が設定されている（2024年3月16日ダイヤ改正時点）。
- 当駅終着の下り列車が平日5本（各停のみ）、土休日4本（各停のみ）が設定されている（2024年3月16日ダイヤ改正時点）。
- ダイヤが大幅に乱れた場合は、下り電車を当駅止まりとして5番線に到着させ、当駅始発の上り電車とする場合がある。

| 運転番線 | 営業番線 | ホーム | 北野・新宿方面着発 | 高尾山口方面着発 | 備考     |
| -------- | -------- | ------ | ------------------ | ---------------- | -------- |
| 5        | 5        | 10両分 | 到着・出発可       | 到着・出発可     | 上り本線 |
| 6        | 6        | 10両分 | 到着可             | 出発可           | 下り本線 |

- 改札口（2021年4月）

### 改札口

#### 南口
駅南口は高尾線開通時より当時の京王帝都電鉄管理による日本国有鉄道（国鉄）との合同改札だった。その後、1990年代後半の改札口分割により京王電鉄・JR東日本それぞれの専用改札口と中間改札が設置された。中間改札には乗り換え客用に加えて、駅北口へ行き来する京王高尾線利用者用が2基ある。
改札口の管理は京王電鉄である。京王とJR東日本、それぞれの自動券売機が置されている。
京王の券売機では乗車券の販売以外に、PASMOを含む交通系ICカード全国相互利用サービスのICカードへのチャージが可能であるほか、京王線の定期券（連絡定期券含む）、おとくなきっぷ、京王バスと西東京バスのIC金額式定期券の購入が可能である。西東京バスのIC金額式定期券および、京王ライナーのライナー券の販売は特定の券売機のみである。定期券の払い戻しや、購入に証明が必要なもの（通学定期券など）の購入などは、駅係員へ申し出て券売機を特別なモードに切り替えて対応する。
JR東日本の券売機では、入場券、片道近距離普通乗車券のみの販売である。またSuicaを含む交通系ICカード全国相互利用サービスのICカードへのチャージが可能である。券売機の取扱範囲外の乗車券、指定席券、定期券等を購入する場合は、南口改札係員にその旨を申し出れば、北口改札への構内通行券の発行を無償で受けられ、駅構内の通り抜けが可能である。南口へ戻る際も、北口改札係員へ申し出ると、同様に構内通行券の発行を無償で受けられる。なお、構内通行券はJR券等の購入の便宜を図るためのものであり、北口への単なる通り抜けの場合は、入場券の購入が必要である。
京王の改札内には、ICカードチャージ機のみ設置され、自動精算機は設置されていない（きっぷの精算は改札窓口で取り扱う）。JR東日本の改札内には自動精算機（ICカードチャージ可能）が設置されている。かつては両社とも、精算機能以外に、お互いの一定区間内の乗車券購入の機能もあった。

#### 北口
改札口の管理はJR東日本である。JR東日本の自動券売機が設置されており、JR東日本の券売機において京王の片道乗車券を購入できる。かつては京王線専用の券売機が設置されていた。なお、ここから京王高尾線を利用するには中間改札を通らなければならない。
京王線のみの定期券等、南口でしか発行できないものを購入する必要がある場合は、前述の構内通行券の発行を受けて南口への駅構内の通り抜けが可能である。

### 高尾駅周辺整備事業
駅周辺は線路が街の南北を分断している。駅利用者以外が南北両口を行き来するには入場券を購入の上JR改札内を通るか（定期入場券も発売）、駅東側の町田街道あるいは駅西側の初沢踏切を利用して大きく迂回することになる。駅を大きく迂回することにより時間や労力を要することになる高齢者や身体障害者などに配慮して、八王子市により、入場券や定期入場券購入費用の補助制度も設けている（2023年度（令和5年度）で約356万円を支出）。
そのため、平成12年、市民による自由通路整備を求める要望書の提出が市に対して行われ、八王子市の全体計画案により、北口の広場を整備してJRの橋上駅舎と自由通路を新設することが計画され、その後、建設費の高騰などにより一時的に進捗が停止することはあったが、事業内容の見直しを行った上で、2025年8月時点で建設へ向けて進んでいる。また、八王子市単独の判断で実施可能な工事（北口広場整備、初沢川河川改修、周辺道路整備など）は先行して段階的に整備を行っている。
建設費削減のために、橋上駅舎を設けずに単独の自由通路（跨線橋）のみの設置案は、JR東日本が認めていない。
本事業の負担割合は、国と東京都で合わせて1割、八王子市8割、鉄道事業者1割弱と八王子市が市議会で答弁している。この負担割合は、国土交通省が制定した「自由通路の整備及び管理に関する要綱」に基づいており、鉄道事業者の負担が少なくなる制度となっている。
南口については新南口が新設されるほか、京王線改札口の位置が現在の位置より高尾山口駅方向へ移動することになる。
上述の社寺風デザインの北口駅舎は、自由通路設置の際に支障があるため当初は、かつての皇室専用の駅であった東浅川駅跡の東浅川保健福祉センターの第二駐車場へ移築されることになっていたが、2022年度の変更後の計画では東日本旅客鉄道株式会社が既存駅舎周辺での再築を検討することとなった。
概略年表
- 1989年（平成元年）3月：高尾駅周辺における整備計画について、八王子市と八王子市住宅・都市整備公社との連名により調査報告書が作成される[30]。
- 1994年（平成6年）3月：自由通路について、八王子市により調査結果がまとめられる[30]。
- 2000年（平成12年）11月：「高尾駅南北自由通路促進委員会」より約46,000人の署名を添えた自由通路の整備要望書を八王子市長に提出。
- 2005年度（平成17年度）：自由通路と北口駅前広場について整備の基本方針を決定し、自由通路は橋上駅舎を合わせて整備することとし、北口駅前広場は、用地買収を最小限に抑えつつ西側に拡張することになった[30]。
- 2012年（平成24年）6月25日：高尾駅周辺整備基金条例が施行（一般会計からの積み立てのほか、市民からの寄付も募っている）[31]。
- 2012年度（平成24年度）：概略設計が完了し工事費用について、114億円[30]（自由通路及び橋上駅舎が88億円、北口駅前広場が26億円）と試算が示される。
- 2014年（平成26年）6月18日：「高尾駅南北自由通路整備に関する基本協定」をJR東日本、京王電鉄、八王子市の三者で締結。
- 2016年（平成28年）3月：自由通路および北口駅前広場を都市計画決定。
- 2017年度（平成29年度）：実施設計が完了し工事費用について、168億1000万円[30]（自由通路及び橋上駅舎が149億3,000万円、北口駅前広場が18億8,000万円）と試算が示される。
- 2017年（平成29年）10月：物価高騰などから事業費が肥大化したため、自由通路の2018年度（平成30年度）着工は延期することを決定。
- 2019年（平成31年）4月1日：京王高尾駅のトイレ移転工事が完了し供用開始（旧トイレの位置が駅事務室、新南口になるため）。
- 2022年（令和4年）12月26日：「高尾駅南北自由通路整備に関する変更基本協定」がJR東日本、京王電鉄、八王子市の三者で締結（主な変更点：自由通路幅員10メートル→6メートル、駅務スペース4割減、（JR負担の）店舗エリア削除）[29]。
- 2022年度（令和4年度）：北口駅前広場の暫定整備が完了（自由通路建設後に最終的な整備を実施予定）。
- 2023年（令和5年）12月14日：高尾駅南北自由通路整備事業に関する事業説明会を浅川市民センターにて開催[29]。
- 2024年度（令和6年度）：設計完了
- 2025年度（令和7年度）以降：都市計画変更など各種手続きの実施[29]。着工と完成時期は未定。

## 利用状況
- JR東日本 - 2023年度（令和5年度）の1日平均乗車人員は24,905人である[利用客数 1]。
中央線快速の24駅（東京 - 高尾間）の中では日野駅に次いで2番目に少ない。
- 京王電鉄 - 2024年度（令和6年度）の1日平均乗降人員は23,252人である[京王 1]。
高尾線内で一番利用者が多い。

### 年度別1日平均乗降人員
1967年度（昭和42年度）以降の1日平均乗降人員の推移は以下の通り（JRを除く）。
| 年度               | 京王帝都電鉄 / 京王電鉄 | 京王帝都電鉄 / 京王電鉄 |
| 年度               | 1日平均 乗降人員        | 増加率                  |
| ------------------ | ----------------------- | ----------------------- |
| 1967年（昭和42年） | 3,160                   |                         |
| 1970年（昭和45年） | 6,376                   |                         |
| 1975年（昭和50年） | 11,257                  |                         |
| 1980年（昭和55年） | 20,654                  |                         |
| 1985年（昭和60年） | 23,659                  |                         |
| 1989年（平成元年） | 26,435                  |                         |
| 1990年（平成02年） | 27,526                  | 4.1%                    |
| 1991年（平成03年） | 28,042                  | 1.9%                    |
| 1995年（平成07年） | 27,705                  |                         |
| 2000年（平成12年） | 26,739                  |                         |
| 2001年（平成13年） | 26,874                  | 0.5%                    |
| 2003年（平成15年） | 26,632                  |                         |
| 2004年（平成16年） | 26,635                  | 0.0%                    |
| 2005年（平成17年） | 26,677                  | 0.2%                    |
| 2006年（平成18年） | 26,505                  | −0.6%                   |
| 2007年（平成19年） | 26,828                  | 1.2%                    |
| 2008年（平成20年） | 27,616                  | 2.9%                    |
| 2009年（平成21年） | 27,685                  | 0.2%                    |
| 2010年（平成22年） | 27,585                  | −0.4%                   |
| 2011年（平成23年） | 26,743                  | −3.0%                   |
| 2012年（平成24年） | 27,422                  | 2.5%                    |
| 2013年（平成25年） | 27,453                  | 0.1%                    |
| 2014年（平成26年） | 27,209                  | −0.9%                   |
| 2015年（平成27年） | 27,414                  | 0.8%                    |
| 2016年（平成28年） | 27,425                  | 0.0%                    |
| 2017年（平成29年） | 27,653                  | 0.8%                    |
| 2018年（平成30年） | 27,566                  | −0.3%                   |
| 2019年（令和元年） | 26,683                  | −3.2%                   |
| 2020年（令和02年） | 17,913                  | −32.9%                  |
| 2021年（令和03年） | 20,573                  | 14.8%                   |
| 2022年（令和04年） | 22,376                  | 8.8%                    |
| 2023年（令和05年） | 23,272                  | 4.0%                    |
| 2024年（令和06年） | 23,252                  | −0.0%                   |

### 年度別1日平均乗車人員（1900年代 - 1930年代）
| 年度               | 官設鉄道 / 国鉄 | 出典              |
| ------------------ | --------------- | ----------------- |
| 1901年（明治34年） | [ 備考 1 ]      | [ 東京府統計 1 ]  |
| 1902年（明治35年） | 82              | [ 東京府統計 2 ]  |
| 1903年（明治36年） | 84              | [ 東京府統計 3 ]  |
| 1904年（明治37年） | 73              | [ 東京府統計 4 ]  |
| 1905年（明治38年） | 77              | [ 東京府統計 5 ]  |
| 1907年（明治40年） | 133             | [ 東京府統計 6 ]  |
| 1908年（明治41年） | 139             | [ 東京府統計 7 ]  |
| 1909年（明治42年） | 186             | [ 東京府統計 8 ]  |
| 1911年（明治44年） | 194             | [ 東京府統計 9 ]  |
| 1912年（大正元年） | 196             | [ 東京府統計 10 ] |
| 1913年（大正02年） | 181             | [ 東京府統計 11 ] |
| 1914年（大正03年） | 182             | [ 東京府統計 12 ] |
| 1915年（大正04年） | 159             | [ 東京府統計 13 ] |
| 1916年（大正05年） | 209             | [ 東京府統計 14 ] |
| 1919年（大正08年） | 389             | [ 東京府統計 15 ] |
| 1920年（大正09年） | 378             | [ 東京府統計 16 ] |
| 1922年（大正11年） | 462             | [ 東京府統計 17 ] |
| 1923年（大正12年） | 437             | [ 東京府統計 18 ] |
| 1924年（大正13年） | 574             | [ 東京府統計 19 ] |
| 1925年（大正14年） | 530             | [ 東京府統計 20 ] |
| 1926年（昭和元年） | 1,785           | [ 東京府統計 21 ] |
| 1927年（昭和02年） | 1,127           | [ 東京府統計 22 ] |
| 1928年（昭和03年） | 1,183           | [ 東京府統計 23 ] |
| 1929年（昭和04年） | 815             | [ 東京府統計 24 ] |
| 1930年（昭和05年） | 652             | [ 東京府統計 25 ] |
| 1931年（昭和06年） | 740             | [ 東京府統計 26 ] |
| 1932年（昭和07年） | 738             | [ 東京府統計 27 ] |
| 1933年（昭和08年） | 768             | [ 東京府統計 28 ] |
| 1934年（昭和09年） | 713             | [ 東京府統計 29 ] |
| 1935年（昭和10年） | 781             | [ 東京府統計 30 ] |

### 年度別1日平均乗車人員（1953年 - 2000年）
| 年度               | 国鉄 / JR東日本 | 京王帝都電鉄 / 京王電鉄 | 出典              |
| ------------------ | --------------- | ----------------------- | ----------------- |
| 1953年（昭和28年） | 3,295           | 未 開 業                | [ 東京都統計 1 ]  |
| 1954年（昭和29年） | 3,492           | 未 開 業                | [ 東京都統計 2 ]  |
| 1955年（昭和30年） | 3,506           | 未 開 業                | [ 東京都統計 3 ]  |
| 1956年（昭和31年） | 3,731           | 未 開 業                | [ 東京都統計 4 ]  |
| 1957年（昭和32年） | 3,926           | 未 開 業                | [ 東京都統計 5 ]  |
| 1958年（昭和33年） | 4,115           | 未 開 業                | [ 東京都統計 6 ]  |
| 1959年（昭和34年） | 4,420           | 未 開 業                | [ 東京都統計 7 ]  |
| 1960年（昭和35年） | 4,771           | 未 開 業                | [ 東京都統計 8 ]  |
| 1961年（昭和36年） | 5,307           | 未 開 業                | [ 東京都統計 9 ]  |
| 1962年（昭和37年） | 5,845           | 未 開 業                | [ 東京都統計 10 ] |
| 1963年（昭和38年） | 6,355           | 未 開 業                | [ 東京都統計 11 ] |
| 1964年（昭和39年） | 7,304           | 未 開 業                | [ 東京都統計 12 ] |
| 1965年（昭和40年） | 7,996           | 未 開 業                | [ 東京都統計 13 ] |
| 1966年（昭和41年） | 8,226           | 未 開 業                | [ 東京都統計 14 ] |
| 1967年（昭和42年） | 8,563           | 1,945                   | [ 東京都統計 15 ] |
| 1968年（昭和43年） | 9,861           | 2,591                   | [ 東京都統計 16 ] |
| 1969年（昭和44年） | 8,625           | 3,088                   | [ 東京都統計 17 ] |
| 1970年（昭和45年） | 8,907           | 3,293                   | [ 東京都統計 18 ] |
| 1971年（昭和46年） | 9,560           | 3,527                   | [ 東京都統計 19 ] |
| 1972年（昭和47年） | 10,041          | 3,959                   | [ 東京都統計 20 ] |
| 1973年（昭和48年） | 11,584          | 4,463                   | [ 東京都統計 21 ] |
| 1974年（昭和49年） | 13,603          | 4,389                   | [ 東京都統計 22 ] |
| 1975年（昭和50年） | 14,546          | 5,287                   | [ 東京都統計 23 ] |
| 1976年（昭和51年） | 16,170          | 5,953                   | [ 東京都統計 24 ] |
| 1977年（昭和52年） | 18,986          | 7,216                   | [ 東京都統計 25 ] |
| 1978年（昭和53年） | 20,888          | 8,049                   | [ 東京都統計 26 ] |
| 1979年（昭和54年） | 22,292          | 9,325                   | [ 東京都統計 27 ] |
| 1980年（昭和55年） | 21,351          | 10,167                  | [ 東京都統計 28 ] |
| 1981年（昭和56年） | 22,405          | 11,436                  | [ 東京都統計 29 ] |
| 1982年（昭和57年） | 22,430          | 11,449                  | [ 東京都統計 30 ] |
| 1983年（昭和58年） | 23,473          | 11,579                  | [ 東京都統計 31 ] |
| 1984年（昭和59年） | 24,175          | 11,910                  | [ 東京都統計 32 ] |
| 1985年（昭和60年） | 24,532          | 11,537                  | [ 東京都統計 33 ] |
| 1986年（昭和61年） | 26,915          | 12,419                  | [ 東京都統計 34 ] |
| 1987年（昭和62年） | 21,751          | 13,563                  | [ 東京都統計 35 ] |
| 1988年（昭和63年） | 26,860          | 13,132                  | [ 東京都統計 36 ] |
| 1989年（平成元年） | 28,049          | 13,005                  | [ 東京都統計 37 ] |
| 1990年（平成02年） | 30,392          | 13,307                  | [ 東京都統計 38 ] |
| 1991年（平成03年） | 32,131          | 13,525                  | [ 東京都統計 39 ] |
| 1992年（平成04年） | 33,471          | 13,490                  | [ 東京都統計 40 ] |
| 1993年（平成05年） | 33,668          | 13,148                  | [ 東京都統計 41 ] |
| 1994年（平成06年） | 34,814          | 13,241                  | [ 東京都統計 42 ] |
| 1995年（平成07年） | 34,301          | 13,281                  | [ 東京都統計 43 ] |
| 1996年（平成08年） | 35,542          | 13,605                  | [ 東京都統計 44 ] |
| 1997年（平成09年） | 35,225          | 13,329                  | [ 東京都統計 45 ] |
| 1998年（平成10年） | 34,266          | 13,304                  | [ 東京都統計 46 ] |
| 1999年（平成11年） | 33,874          | 13,358                  | [ 東京都統計 47 ] |
| 2000年（平成12年） | 33,666          | 13,216                  | [ 東京都統計 48 ] |

### 年度別1日平均乗車人員（2001年以降）
| 年度               | JR東日本 | 京王電鉄 | 出典              |
| ------------------ | -------- | -------- | ----------------- |
| 2001年（平成13年） | 33,391   | 13,334   | [ 東京都統計 49 ] |
| 2002年（平成14年） | 32,627   | 12,978   | [ 東京都統計 50 ] |
| 2003年（平成15年） | 32,554   | 13,238   | [ 東京都統計 51 ] |
| 2004年（平成16年） | 32,091   | 13,271   | [ 東京都統計 52 ] |
| 2005年（平成17年） | 32,388   | 13,345   | [ 東京都統計 53 ] |
| 2006年（平成18年） | 32,074   | 13,301   | [ 東京都統計 54 ] |
| 2007年（平成19年） | 31,909   | 13,320   | [ 東京都統計 55 ] |
| 2008年（平成20年） | 31,667   | 13,729   | [ 東京都統計 56 ] |
| 2009年（平成21年） | 30,862   | 13,751   | [ 東京都統計 57 ] |
| 2010年（平成22年） | 30,517   | 13,688   | [ 東京都統計 58 ] |
| 2011年（平成23年） | 29,968   | 13,238   | [ 東京都統計 59 ] |
| 2012年（平成24年） | 29,883   | 13,600   | [ 東京都統計 60 ] |
| 2013年（平成25年） | 30,284   | 13,570   | [ 東京都統計 61 ] |
| 2014年（平成26年） | 29,710   | 13,419   | [ 東京都統計 62 ] |
| 2015年（平成27年） | 29,110   | 13,462   | [ 東京都統計 63 ] |
| 2016年（平成28年） | 29,071   | 13,479   | [ 東京都統計 64 ] |
| 2017年（平成29年） | 29,270   | 13,589   | [ 東京都統計 65 ] |
| 2018年（平成30年） | 28,871   | 13,548   | [ 東京都統計 66 ] |
| 2019年（令和元年） | 28,214   | 13,104   | [ 東京都統計 67 ] |
| 2020年（令和02年） | 20,449   | 8,792    | [ 東京都統計 68 ] |
| 2021年（令和03年） | 22,520   | 10,173   | [ 東京都統計 69 ] |
| 2022年（令和04年） | 23,935   | 11,052   | [ 東京都統計 70 ] |
| 2023年（令和05年） | 24,905   | 11,521   | [ 東京都統計 71 ] |

備考
1. ↑  1901年8月1日開業。
2. ↑  1967年10月1日開業。開業日から翌年3月31日までの計182日間を集計したデータ。

## 駅周辺

### 北口
北口駅前広場の整備に伴い、駅前ロータリーだった形状が初沢踏切方面へ通り抜けられる構造に変更となった（初沢踏切方向への一方通行）。
公衆トイレが北口駅舎に隣接して設置されている。北口広場の北側を国道20号（甲州街道）が東西に通じ、高尾駅前交差点を境に東側は片側2車線のイチョウ並木、西側は片側1車線となる。また、南浅川を挟んで山地が迫るため、大規模な住宅・商業施設は少なく、環境施設や墓地などが多い。
道路・河川・旧跡等

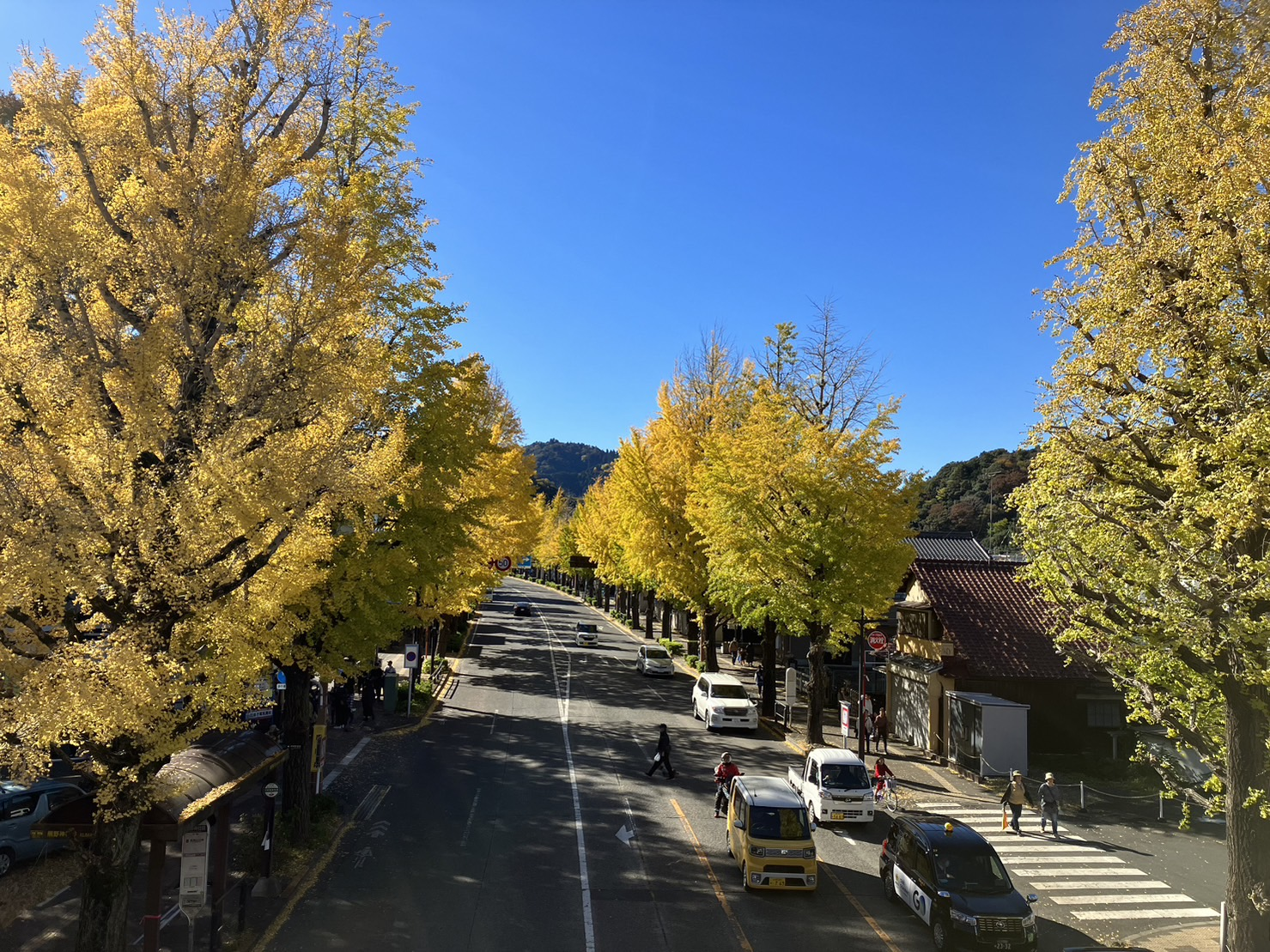
駅周辺のイチョウ並木

- 首都圏中央連絡自動車道（圏央道）高尾山IC
- 国道20号（甲州街道）
- 東京都道46号八王子あきる野線（高尾街道）
- 南浅川
- 城山（八王子城跡）
- 陣馬山 - 北口から西東京バス利用
- 廿里古戦場

公共機関
- 八王子市役所 浅川事務所
- 警視庁高尾警察署
- 警視庁高尾警察署高尾駅前交番
- 浅川郵便局（2022年8月22日移転再開）

学校
- 八王子市立城山小学校 - 北口から西東京バス「ホーメストタウン」行利用[34]。
- 八王子市立城山中学校 - 北口から西東京バス「ホーメストタウン」行利用[34]。
- 八王子市立元八王子小学校 - 北口から西東京バス「グリーンタウン高尾」行利用。慈根寺（じごじ）下車[34]。
- 共立女子大学 八王子キャンパス 現在は使用されていない。[35]
- 共立女子第二中学校・高等学校
- 聖パウロ学園高等学校

墓地・公園等
- 武蔵陵墓地
  - 大正天皇多摩陵
  - 貞明皇后多摩東陵
  - 昭和天皇武藏野陵
  - 香淳皇后武藏野東陵
- 東京都立八王子霊園
- 東京霊園
- 高尾霊園
- 多摩森林科学園・森の科学館
- 高尾の森わくわくビレッジ（都立八王子高陵高等学校跡地）

### 南口
京王高尾線開業以前は住宅・商業施設ともに少なかったが、その後の宅地開発や大学の移転が進んでおり、ロータリーの南側に住宅、東側に商業施設が多くなっている。周辺に公衆トイレは設置されていない。
道路・河川等
- 東京都道47号八王子町田線（町田街道）
- 浅川

商業施設
- 京王ストア・啓文堂書店
- ダイエーグルメシティ
- スーパーバリュー 八王子高尾店
- 京王リトナード高尾[20]
- イーアス高尾

大学
- 拓殖大学（八王子国際キャンパス）

学校
- 穎明館中学校・高等学校[注釈 4]
- 東京都立翔陽高等学校（平成16年度までは館高等学校、八王子高陵高校の取扱事務も継承）[注釈 4]
- 八王子市立浅川中学校
- 八王子市立館小中学校 (小中一貫校)（平成14年:上館小学校と殿入小学校（跡地は高尾山学園）を統合、平成23年:館小学校と館中学校を統合[36]）[注釈 4]
- 八王子市立陵南中学校
- 八王子市立浅川小学校
- 八王子市立東浅川小学校
- 八王子市立高尾山学園 (小中一貫校・不登校特例校)
- 堀越学園八王子学習センター
- 実践学園高尾グランド

公共施設
- 東京医科大学八王子医療センター[注釈 4]
- 東京消防庁八王子消防署浅川出張所
- 京王高尾駅前郵便局[37]
- NTT浅川ビル（電話局）
- 労働者健康福祉機構 高尾みころも霊堂
- 館ヶ丘団地[注釈 4]

## バス路線

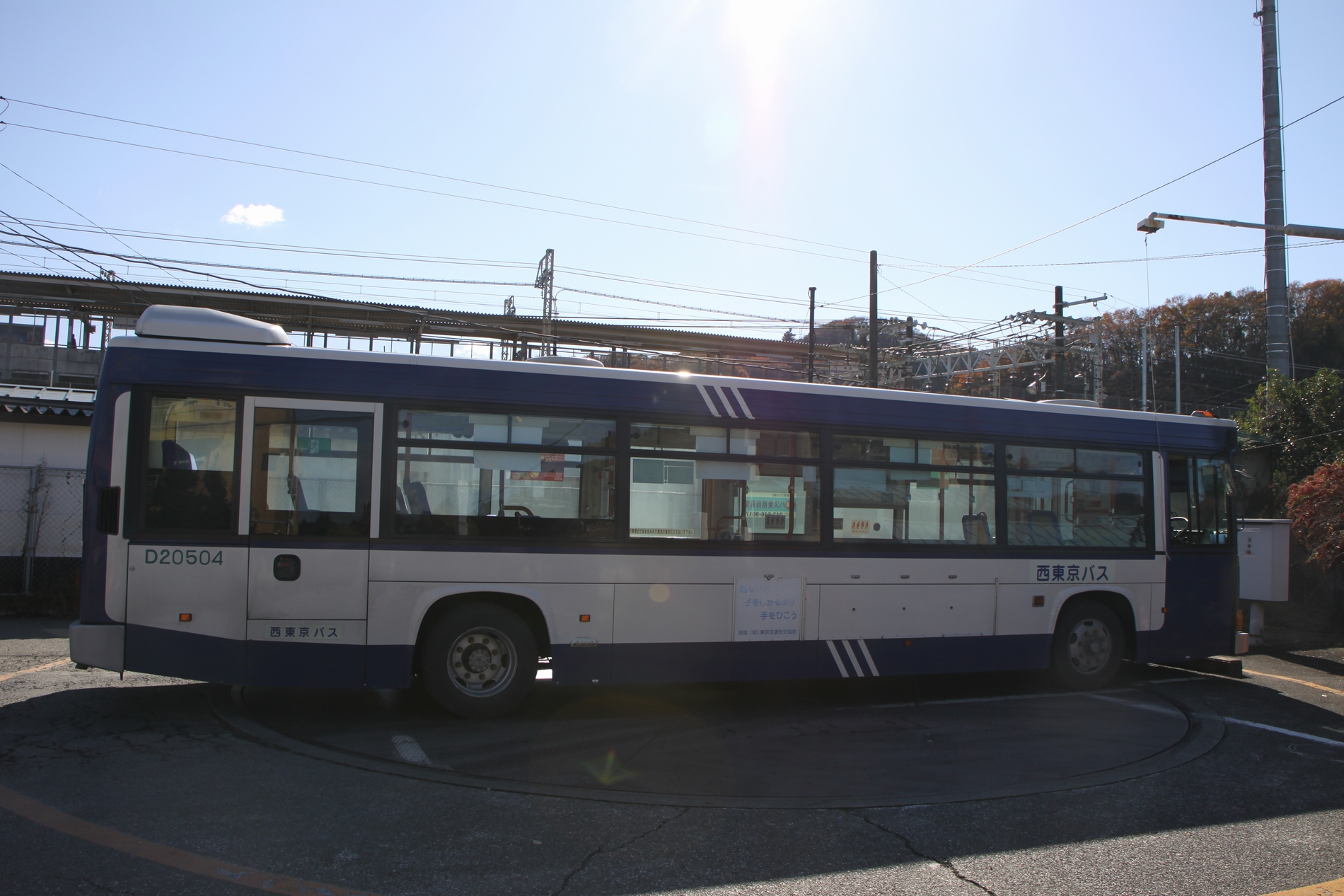
かつて使われていた転車台（2009年12月）

「高尾駅北口」のりばは、北口駅前広場内に1・2番のりばが設置されており、西東京バスと京王バス（「高01」のみ）の路線バスが乗り入れている。かつては敷地が狭いためターンテーブルが設けられていたが、北口広場整備工事に伴い、バスの旋回スペースが確保されたため、2020年7月に撤去された。
2009年12月1日から新宿駅西口（後に新橋駅）発高尾駅北口経由（後に南口も経由）恩方車庫行の深夜急行バスが西東京バスにより運行を開始した（降車専用）が、コロナ禍による長期運休を経て2024年3月31日をもって運行を終了した。
また、甲州街道・高尾駅前交差点付近にも停留所が設けられており、西東京バス（「元八02」「元八03」「元八04」「医01」）に加えて京王バス（「山01」）や神奈川中央交通（「八07」）の路線が停車する。

### 高尾駅北口
| のりば | 運行事業者 | 系統・行先 |
| ------ | ---------- | --- |
| 1      | 西東京バス | - 美01：高尾の森わくわくビレッジ - 美02：グリーンタウン高尾 - 美11：宝生寺団地 - 美21：恩方営業所 - 美22：美山町 - 美31：大久保 - 美32：陣馬高原下 - 城01：八王子城跡 |
| 2      | 西東京バス | - 住01：高尾台住宅 - 住02：グリーンタウン高尾 - 元八11：ホーメストタウン - 元八13：大久保 - 元八14：美山町 - 元八15：馬込松木 - 元八16・長85：西八王子駅              |
| 2      | 京王バス   | 高01：小仏 |
| 3      | 西東京バス | - 元八02：恩方営業所 / 高尾駅南口 - 元八03：京王八王子駅 - 元八03・元八12：高尾駅南口                                                                                 |
| 3      | はちバス   | 西南部コース：さくら台団地・松子舞団地方面 / 高尾駅南口 |

### 高尾駅入口
- 京王バス
  - 山01：高尾山口駅 / 京王八王子駅
- 神奈川中央交通
  - 八07：相模湖駅 / 八王子駅北口

備考
- 神奈川中央交通のバス停名称は2023年3月31日まで「高尾駅前」であったが2023年4月1日付で高尾駅入口に変更された。
- 高尾駅北口3番のりばと高尾駅入口バス停は同じ位置（高尾駅前交番付近）にある。
- 過去には4番のりばがあり、八王子城跡行が出ていたが、現在は廃止となり、聖パウロ学園高校のスクールバス（西東京バス）ののりばとなっているが、墓参の季節に臨時バス停として使用されることがある。

### 高尾駅南口
「高尾駅南口」のりばは、ロータリーに1番から5番まで設置されており、京王電鉄バス・京王バス・西東京バスの路線バスや、東京空港交通・西東京バス共同運行の羽田空港行、成田空港行の高速バス（空港連絡バス）の他、関西・名古屋方面からの夜行高速バス（東京都内到着便の降車扱いのみ）が不定期に乗り入れている。
| のりば                | 運行事業者                                              | 系統・行先                                                                   | 備考                                                                           |
| --------------------- | ------------------------------------------------------- | ---------------------------------------------------------------------------- | ------------------------------------------------------------------------------ |
| 1                     | 京王バス                                                | 高23：拓殖大学                                                               |                                                                                |
| 2                     | 京王バス                                                | - 急行：穎明館構内 - 高28：グリーンヒル寺田                                  |                                                                                |
| 3                     | 京王バス                                                | - 八04・高24・高26・高27：館ヶ丘団地 - 高25：医療センター - 準急：館ヶ丘団地 | 館ヶ丘団地行き準急は原則、連節バスで運行される（点検時は一般車両による運行）。 |
| 4                     | 京王バス                                                | - 八04・山01：京王八王子駅 - 山01：高尾山口駅 - 西04：西八王子駅南口         | 八04は土日祝に1本のみ運行 西04は平日のみ運行する実証運行路線                   |
| 4                     | 京王電鉄バス                                            | 西62：西八王子駅南口                                                         |                                                                                |
| 4                     | - 東京空港交通 - 西東京バス                             | 空港連絡バス：羽田空港 / 成田空港                                            | 成田空港行きは、コロナ禍により全便運休中                                       |
| 5                     | 西東京バス                                              | - 元八03：京王八王子駅 - 元八12：宝生寺団地                                  |                                                                                |
| 5                     | はちバス                                                | 西南部コース：さくら台団地・松子舞団地方面                                   |                                                                                |
| 高速バス （降車専用） | グレース観光                                            | グレースライナー：新宿（名古屋発）                                           |                                                                                |
| 高速バス （降車専用） | - フジトラベル - 東京富士交通                           | ナイトライナー：東京（大阪・京都）                                           |                                                                                |
| ロータリー外          | - 運行主体：高尾紅葉台自治会 - 委託先：高尾輸送サービス | 紅葉台循環バス                                                               | 乗車には自治会販売の利用券が必要                                               |
| ロータリー外          | 各種送迎バス（墓地、ゴルフ場）                          |                                                                              |                                                                                |

## その他
- 当駅 - 新宿駅間は中央線と京王線が競合する区間である。京王は新宿まで410円と設定しているため、JR東日本では当駅から吉祥寺 - 新宿間各駅まで特定運賃（どの駅までも580円）を設定している。JR東日本では2026年春に運賃の改定を予定しているが、特定運賃は継続する。
- 中央線下り最終電車の到着時刻は午前0時53分（平日。土休日は同52分）である。過去には、日本一遅い列車の到着時刻（1時37分）を誇った時期もあったが、2020年（令和2年）3月14日のダイヤ改正での中央線の快速電車・各駅停車両系統の終日分離運転実施[報道 9]、及び、2021年（令和3年）3月13日のダイヤ改正による終電時刻の繰り上げ[報道 5]により到着時刻が繰り上がった。そのため、新宿駅からの最終電車は、中央線（午前0時0分発、午前0時53分着）と京王線（午前0時1分発、午前0時59分着（北野駅乗り換え））の発時刻に差が無くなった。

- 中央線上り最終電車が午前0時13分に出発した後、下り電車で寝入ったまま到着する乗客も多いが、駅周辺には宿泊施設が少ない。このため2014年以降新型コロナウイルス感染症拡大以前までの期間、忘年会シーズンである12月の金曜日深夜（正確には土曜日未明）、西東京バスが八王子駅北口まで「寝過ごし救済バス」を運行していた事もあった[報道 10]。
- かつては駅常備のリアカーの仕切りに「特別快速」のヘッドマークを再利用したものが使われていた時期があり、泥酔状態の酔客を改札まで運んでいた、という話がある[42]。
- 1960年（昭和35年）の東浅川駅廃止後は、多摩陵の最寄り駅になった。このため春と秋には原宿駅との間で、多摩陵参拝のためのお召し列車が運行されることがあった[43]（春秋片方、もしくは運行しない年がある）。平成以降は他の交通手段に切り替えられた。
- 第二次世界大戦中は、付近に疎開して操業中の軍需工場に関する貨物輸送のため、貨物線が町田街道沿いに現在の拓殖大学付近、及び、初沢川沿いに現在の高尾霊園付近までの２路線が設けられていた。戦後に廃止された。[44]

## 隣の駅
東日本旅客鉄道（JR東日本）
 中央線（中央本線）
■通勤特快（上りのみ運転、当駅まで各駅に停車）
八王子駅 (JC 22) ← 高尾駅 (JC 24) ← 相模湖駅 (JC 25)
■中央特快・■通勤快速（下りのみ運転）・■快速・■普通
西八王子駅 (JC 23) - 高尾駅 (JC 24) - 相模湖駅 (JC 25)
- なお、当駅から相模湖方では優等列車や臨時列車を除き、列車番号上では「普通」扱いとなる。

京王電鉄
 高尾線
- □「京王ライナー」（上りは乗車のみ）、□「Mt.TAKAO号」停車駅（上りのみ乗車可）

■急行
めじろ台駅 (KO50) ← 高尾駅 (KO52) ← 高尾山口駅 (KO53)（急行は平日上り朝3本のみ運転）
■特急・■区間急行・■快速・■各駅停車（区間急行は定期列車の設定なし。快速は下りのみ運転）
狭間駅 (KO51) - 高尾駅 (KO52) - 高尾山口駅 (KO53)